# A Született feleségek szereplői
Ez a szócikk az amerikai ABC televíziós csatorna Született feleségek (Desperate Housewives) című filmsorozatának szereplőinek listája. A lap alapja az első 57 epizód (1. 01. Végzetes csütörtök – 4.06. Félelmek)

## Susan családja
Susan a Lila akác köz 4353-ban lakik.

### Szűk család
- Susan Delfino (Teri Hatcher)
- Mike Delfino (James Denton)
- Karl Mayer (Richard Burgi)
- Julie Mayer (Andrea Bowen)
- Maynard "M. J." Delfino (Mason Vale Cotton)

### Kiterjesztett család
Ian Hainsworth (Dougray Scott): Ian felesége, Jane egy lovaskocsi-balesetben kómába esett. Ian az elmúlt években szomorú volt, de amikor találkozott Susannel, felragyogott a remény fénye. Amikor egyik este elmennek Susannel egy étterembe vacsorázni, megjelennek Jane szülei, és Ian azt hazudja neki, hogy Susan Jane új orvosa. Ezután elmennek egy hétvégén Ianék nyaralójába. Eközben pedig Mike felébred a kómából, így Susan kénytelen elhagyni Iant.
Ezután letartoztatják Mike-ot mert azzal vádolják, hogy megölte Monique Poliert, ezért Ian szerez egy védőügyvédet Mike-nak, de Susan arra gyanakszik, hogy Orson ölte meg a nőt. Ezért fölhívja a rendőrséget, akik pont akkor mennek Bree-ékhez, amikor Susan és Ian ott van, és Susan le is bukik, ezért Bree véget vett a barátságuknak.
Eközben Ian üzleti úton van, és a kórházból fölhívják, hogy felesége, Jane (aki kómában van) állapota romlik, ezért megkéri Susan-t, hogy menjen be a kórházba, de Jane meghal.
Jane temetésén Susan elszólja magát, hogy ő Ian barátnője, egy olyan nőnek, aki Ianre van indulva, ezért ez a nő tesz arról, hogy ezt mindenki tudja. Susan bánatában a hullaházban siránkozik a sarokban, de Ian megvigasztalja, s azt mondja neki, hogy majd el akarja venni feleségül.
Amikor Ian és Susan bemennek a kórházba Jane holmijaiért, tévedésből Mike Delfinóé kerül elő, amiben Ian megtalálja az eljegyzési gyűrűt, ezért a Scavo Pizzéria megnyitóján Ian megkéri Susan kezét, beelőzve Mike-ot. Ám a férjek pókerpartiján a Scavo Pizzériában Ian felajánlja Mike-nak, ha nyer, akkor az övé Susan, ha viszont ő nyer, akkor Mike örökre békén hagyja Susant, s így is történt.
Ám a helyzet csak tovább bonyolódik amikor megjelennek Ian szülei, Graham és Dahlia, mivel Susan rámutat, hogy egykor Karl Mayer-t (első férjét) jól kizsigerelte, ezért Ian szülei alá akarnak íratni egy szerződést Susannel, hogy ha elválnak, Susan nem kap semmit. De Susan megtudja Graham titkát, ezért "megzsarolja" a férfit, aki összetépi a szerződést.
Ezután Iannek nagyon nem tetszik, hogy Mike állandóan követi őket mindenhova, és egyszer, mikor véletlenül Susan belehajt egy tóba, Mike segít nekik, főleg Iannek mert a férfi nem tud úszni. Ezért Susan ajándékot akar vinni neki, ám ezt azután teszi, hogy Iannel összekapnak, s mikor átadja a férfinak, Mike megcsókolja…
Ian azzal akarja Susannek bebizonyítani, hogy nem féltékeny, hogy áthívja Mike-ot vacsorára, ám a vacsorán Mike bevallja Susannek, hogy még mindig szereti, de ekkor Ian elszólja magát a pókert illetően, s ettől Susan teljesen kiborul.
Ezután Susan egyiküket sem akarja látni, ezt követően Susan elmegy pszichiáterhez, ahol rádöbben, hogy választani kell a két férfi között. Másnap Susan elmegy Mike-hoz és elmondja neki a döntését: Összeházasodik Iannel. Ám mikor Susan hazamegy, Ian közli vele, hogy ha ő nem jelent neki boldogságot, akkor örökre elhagyja, és le is lép.
Sophie Bremmer (Lesley Ann Warren): Sophie szinte ikertestvére lehetne lányának. Sophie négyszer volt férjnél ebből kétszer ugyanannál. Sophie amikor szakít élete szerelmével, Mortyval a palacsintázóvezetővel, Susanhoz költözik. Susan megpróbálja összehozni a párt, ám ebből verekedés tör ki. Ezután Sophie dupla randira akar menni lányával, ám Susan megmondja neki világosan, hogy Mike az egyetlen férfi, akit ő igazán szeret. Másnap Sophie átmegy Mike-hoz és megmondja neki, hogy Susan még mindig szereti őt, de Mike-nak nincs ideje Susannal foglalkozni. Ezután egy éjjel megjelenik Morty és meg akarja kérni Sophie kezét, aki igent mond. Ekkor Sophie elhagyja a Mayer házat. Egyik nap meglátogatja Susant a pár és bejelentik, hogy esküvőjük lesz. Ezután Sophie-nak olyan kérdést tesz fel Susan, amire nem számít. Hogy az apja nem is volt tengerész. Ekkor az esküvőn Sophie a sok ember előtt bevallja Susannek az igazat, miszerint Susan apja Sophie nagyon régi főnöke Addison Prudy volt. Aki Széplak másik végén lakik.
Morty Flickman (Bob Newhart): Sophie azt állítja, hogy Morty bántalmazta őt, ám a palacsintázóvezető férfi a légynek sem ártana. Morty nagyon szereti Sophie-t és egyik éjjel megkéri a kezét halott neje gyűrűjével. Morty végre megtalálta az igazi szerelmét, ám a fél élete ráment a keresésre. Esküvői főpróbájukon Susan megkérdezi Sophie-t az apja kilétéről, ám Sophie teljesen kiborul. Ezután Morty válaszol Susannek: lehet, hogy Susan egy egyéjszakás kaland "eredménye".
Jackson Braddock (Gale Harold)
Addison Prudy (Paul Dooley): Susan vér szerinti apja, aki egy gazdaboltot vezet a városban.
Miután Susan megtudja, hogy az apja él, ráadásul ilyen közel van hozzá, felkeresi őt, és kisvártatva elmondja az igazságot. Mr. Prudy, aki nem is tudott a lánya létezéséről, elveszti az eszméletét a sokktól és kórházba kerül. Később közli Susannel, hogy a nejét, Carolt nem egyszer megcsalta – többek között Sophie-val –, és nem akarja, hogy a felesége azt higgye, hogy Susan a szeretője. Később Carol megtud mindent a Susan és Addison közti biológiai kapcsolatról, és Addison azt ajánlja Susannek, hogy majd pótolják az egymás nélkül eltöltött éveket, ha rendezi a házasságát.
Addison először a Veszteségek című epizódban tűnik fel, és utoljára a második évadban a Hazatérés című részben szerepel.
Carol Prudy (Joyce Van Patten): Susan vér szerinti apjának, Addison Prudynak a felesége. Miután azt hiszi, hogy Susan csak Addison egy újabb szeretője, ő közli vele az igazságot Addisonnal való kötelékéről.
Dana Taylor/Zach Young (Cody Kasch)
Deirdre Taylor (meghalt) (Jolie Jenkins): Időrendben még az első évad története előtt Mike Delfino barátnője, akitől gyermeke, a későbbi Zach Young fogan. A terhessége alatt drogfüggővé váló Deirdre felkeresi Angela Forestet, akkori barátját, hogy pénzt kérjen tőle – miután az elutasítja, felajánlja számára megvételre gyermekét. Hogy a fiút később vissza ne követelhesse, az ajánlatot elfogadó Angela és férje, Todd Forrest Széplakra, a Lila Akác közbe költöznek, és Paul Youngra, illetve Mary Alice Youngra változtatják nevüket.
Deirdre mégis a nyomukra akad és három évvel később meglátogatja őket, hogy gyermekét újra magához vegye, s a kialakuló dulakodásban Mary Alice megöli. A család a holttestet Zach játékosládájában rejtette el, s ezt – miután Mary a történtek miatt, 12 évvel később öngyilkos lesz – Paul egy közeli tóba dobja. A ládát azonban felfedezik a környékbeliek, s a rendőrség nyomozást indít, eljutnak Paulig, ám ő kategorikusan tagadja a vádakat.[forrás?] Később Zachet beavatja, de nem fedi fel biológiai anyja kilétét.
Noah Taylor (meghalt) (Bob Gunton): Deirdre és Kendra Taylor édesapja, Zach vér szerinti nagyapja. Ő bízta meg Mike Delfinót, hogy nyomozzon Deirdre után a Lila Akác közben. Mivel Mike nem akadt nyomra, Noah felbérelte Sullivant, aki a Huber-gyilkosság után nyomoz, és el akarja kapni Delfinót, de Noah lefizeti, hogy végezhesse a munkáját. Ám néhány héttel később kiderül, hogy Noah-nak daganata van, és meg fog halni, de előtte tudni akarja, ki ölte meg lányát, Deirdre-t. Nem sokkal ezután kiderül, hogy Deirdre testét egy ládába tuszkolták. Ezután tudomást szerez unokájáról Felicia Tilmantől. Közli Zach-el, hogy mégsem adja neki az örökségét, erre az unokája kikapcsolja a lélegeztető gépét.
Kendra Taylor (Heather Stephens): Mike Delfino halott barátnőjének, Deirdre-nak a nővére, akit az őrületbe kergetett apja és Mike nyomozgatása Deirdre gyilkosai után. A sorozatban először a Bármi megeshet! című részben látható, amikor is váratlanul beállít Mike-hoz, akinek így le kell mondania első igazi randevúját Susan Mayerrel. Ezzel Kendra először azt a hitet ébreszti Susanben és Edie Brittben, hogy ő maga volt Mike barátnője, és még mindig akar tőle valamit.
Később, miután Susan megtudja, hogy Mike emberölésért és drogcsempészetért ült börtönben, Kendra mondja el neki az igazságot: hogy Mike hamar abbahagyta a kábítószerezést, de Deirdre nem: és hogy egy zsaru rajtakapta őt, és kényszerítette, hogy szexszel vegye meg a szabadságát. Mike ezt megtudta, és véget akart vetni neki. Egyszer meglepte őket, de erre a rendőr fegyvert fogott rá, és verekedés közben egy erkélyre is kijutottak, de csak Mike tért vissza. Tehát, Mike önvédelemből tette, amit tett.

### Az 1. évadban bemutatott ismerősök
Bongo: Mike volt feleségének a kutyája. Mielőtt Mike volt neje meghalt, megígértette Mike-kal, hogy gondját viseli majd az ebnek.
Bongo véletlenül lenyeli Susan egyik fülbevalóját, amikor nyalogatja az asszony fülét.
A kutya legfontosabb megjelenése a Veszteségek című epizódban van, amikor segít Mike-nak elkapni Caleb Applewhite-ot, aki korábban betört az akkor terhes Gabrielle-hez, aki ijedtében leesett a lépcsőn és elvetélt.
Copeland nyomozó (Conor O'Farrell): Ő vezeti a nyomozást Martha Huber halálának ügyében. Kétszer is kihallgatja Susant, aki, mint kiderül, maga Mike alibije, mivel együtt töltötte vele az éjszakát akkor, amikor Mrs. Huber meghalt.
Sullivan nyomozó (Nick Chinlund): Egy undorító modorú rendőr, aki segít Mike-nak és Noah-nak a Deirdre utáni kutatásban – de közben nem leplezi gyűlöletét a "zsarugyilkos" Mike iránt. Először a sorozatban a Lehetetlen című epizódban tűnik fel, amikor odaadja Mike-nak az eltűntnek nyilvánított Deirdre aktáját.
Később, mikor Noah Felicia Tilmantől, Martha Huber bosszúvággyal teli nővérétől megtudja, hogy van egy unokája, Sullivan segít neki: ő éri el, hogy Noah találkozhasson Zach-el, mivel Mike és Paul – akik kénytelenek egy időre szövetséget kötni – hallani sem akarnak róla. Noah el is raboltatja Pault, és durván megvereti.
Ruth Ann Heisel (Dagney Kerr): A Szent Szív Kórház egyik nővére, aki azt fontolgatja, hogy elhagyja a férjét. A sorozat eddigi cselekményéből nem derül ki, hogy ezt megteszi-e. Heisel nővér még csak át sem ment a nővérvizsgán.
Először a Nem szólnak majd a harsonák című részben tűnik fel, amikor is Gabrielle anyósa, Juanita Solis leesik a lépcsőn és a kezei között hal meg.
Susan szálán akkor láthatjuk, amikor az asszony járni kezd a kórházban dolgozó egyik orvossal, dr. Ron McCreadyvel – közismert nevén Dr. Ronnal -, ugyanis Heisel nővér jön rá, hogy Susan férjnél van (mivel Susan lépműtétre szorul, és ezért hozzámegy újra volt férjéhez, Karlhoz), s ezt el is mondja Dr. Ronnak.

### A 2. évadban bemutatott ismerősök
Dr. Ron McCready (Jay Harrington): Egy sebész a Szent Szív Kórházban. A második évadban Susannel jár, de mivel akkor megy Susan újra Karlhoz feleségül biztosítási ügyben, és kiderül, hogy még Mike is a képben van, szakítanak.
Dr. Ron a sorozatban először a Nem lesz semmi baj! című epizódban tűnik fel, amikor is "megmenti" Susant, mivel az asszony egy balul elsült randi után összeüti a fejét unalmas vacsoratársával, és Ron bent tartja a férfit kivizsgálásra, csak hogy Susan elmehessen. Később lépműtétet hajt végre Susanen egy kollégája, Dr. Cunningham asszisztálásával.
Utoljára a Kísértések című részben tűnik fel, amikor Edie tőle tudja meg, hogy Susan és Karl újra megházasodtak.
Dr. Cunningham (Tim Monsion): Dr. Ron kollégája. Eredetileg ő végezte volna el Susan lépműtétét, de eltörte a kezét, így csak asszisztált Dr. Ronnak.

### A 3. évadban bemutatott ismerősök
Jane Hainsworth (meghalt) (Cecily Gambrell): Ian Hainsworth felesége volt. A férfivel az iskolában találkozott, és házasságuk tökéletesnek ígérkezett, de megcsalta Iant egy Ted nevű férfival. Ian megbocsátott, de egyikük sem heverte ki, ami történt.
Évekkel később Jane egy lovasbaleset után kómába esett, majd később a kórházban elhunyt. Először az Eső kopog a tetőn című epizódban, utoljára pedig a Hátsó szándékok címűben látható. Egyszer sem szólal meg.
Ridley nyomozó(Ernie Hudson): A Monique Pollier-gyilkosság ügyében nyomozó detektív. Mikor a halott nő kezén Mike Delfino telefonszámát találja, a szerelőt kezdi figyelni; s később börtönbe is juttatja, miután leleplezi őt, mikor elássa a csavarkulcsát, amin Monique vére van. Később Susan értesíti őt az Orson körüli gyanús dolgokról, ezért a Hodge-házban is megjelenik. Miután Alma Hodge leesik háza tetejéről, abban a hitben, hogy az asszony a felelős a történtekért, kezet ráz Mike-kal, és a rendőrség ejti a vádakat a szerelő ellen. Ridley karaktere először a Kettőn áll a vásár, utoljára pedig Az utolsó pillanatban című epizódban látható.

### A 4. évadban bemutatott ismerősök
Tim Susan unokatestvére

## Lynette családja
Lynette a Lila Akác köz 4355-ben lakik.

### Szűk család
Lynette Scavo (Felicity Huffman)
Tom Scavo (Doug Savant)
Preston és Porter Scavo (Shane és Brent Kinsman): Lynette két „minden lében két kanál” hiperaktív iker fiai, akik megőrjítik anyjukat. Egyszer ellopják többek közt Karen McCluskey kaspóját és lila falióráját. Ezután Lynette nem talál bébicsőszt és Bree-re bízza őket, de a felügyelet alatt Bree egy kicsit elereszti magát, és nem figyel a fiúkra, aminek a következménye nem más, mint hogy az éhes Porter szeretne kekszet enni, majd leborítja Bree sütivel teli tepsijét. Büntetésképpen elfenekeli őt a háziasszony. Mikor Lynette-nek és Tomnak be kell menni dolgozni hétvégén Lynette az épp másnapos Bree-re bízza fiait, aki az alkoholtól elalszik, és így Lynette gyerekei elkószálnak a belvárosba, de szerencsére Lynette-ék megtalálják őket. Mikor Tom szerelemgyereke, Kayla a család tagja lesz, az ikreknek nincs ínyére, hogy Lynette kivételezik Kaylával, míg egy napon visszaadhatják a tartozást mostohanővérüknek, ugyanis Lynette megengedi, hogy gyerekei kirángassák Kaylát egy étteremből.
Parker Scavo (Zane Huett): Parker és az ikrek minden szomszédtól ellopnak valamit. Ellopják Mrs. McCluskey kaspóját és lila falióráját is, amit az idős hölgy nem hagy szó nélkül, és átkutatja Scavóék házát. Teszi mindezt Lynette tiltakozása ellenére, aki szerint fiai nem loptak el semmit. Végül Lynette megtudja hogy a fiúk hazudtak, és átküldi őket Mrs. McCluskey-hoz, akitől bocsánatot kérnek. Miután Parkert beíratják is a Barcliff Académiára, Lynette igen nehezen viseli, hogy fia anyapótléknak használ egy képzeletbeli barátot.
Parkernek mindig volt valamilyen mániája, először a dinoszauruszok, majd a vonatok, utána pedig a baseball után érdeklődött nagyon. Ezután a „gólyamese” érdekelte. Lynette megtudja Parker tanárnőjétől, hogy Parker kekszet ajánlott barátnőjének, ha megmutatja a nemi szervét. Ezután Lynette megpróbálja elmondani neki, hogyan lesz a gyerek, de Parker nem hiszi el, hogy ott jön ki a baba. Lynette azonban nem mond el neki mindent. Lynette ezután megtudja, hogy Parker jégkrémet ajánlott Mrs. McCluskeynak, ha az megmutatja a nemi szervét. Ekkor Lynette rájött, hogy fiánál ez is csak egy mánia. Ezután vett neki egy kutyát. Mikor Lynette-et Carolyn ámokfutása után kiengedik a kórházból, Lynette köszönetet akar mondani Art Shephardnek, aki megmentette az életét, Lynette süt neki tortát, s átmennek Parkerrel Arthoz, nincs senki otthon, mikor lekeverednek a pincébe, ami tele van játékkal, Lynette meglát egy falat tele félmeztelen gyerekek fényképével, Lynette őrként védi Parkert a férfitól, de mikor Tom átmegy Mike Delfinóhoz, s Parker utánamegy, Lynette azonnal beront Arték házába, mert azt hiszi ott van Parker ott van, de szerencsére nem lett igaza. Ezután Parker, bemegy fagyit lopni Mrs. McCluskeytól, és ekkor meglátja az idős hölgy férjének Gilbert-nek a hulláját, mikor bemennek Lynette-tel a kórházban elmondja az idős hölgynek, amit látott. Eközben mindenki tudomást szerez Karen titkáról, és mindenki azt hiszi, hogy maga Karen ölte meg a férjét, de Parker biztatására, Karen elmondja a szomszédoknak az igazat férjével kapcsoltban. Ezután Gabrielle esküvőjén tűnik fel.
Penny Scavo (Dylan és Jordan Cline (első évad), Darien és Kerstin Pinkerton (második évad, harmadik évad)): Lynette és Tom legkisebb közös gyermeke, egy immár kétéves kislány, aki nem sokkal az első évad kezdete – azaz Mary Alice halála – előtt született.
Penny a legelső epizódban, a Végzetes csütörtökben látható először. Az Emlékezz! című részben egy jelenetet is láthatunk, ami kicsivel Penny születése után játszódik.
Kayla Huntington (Rachel Fox): Tom Scavo törvénytelen lánya, aki három évvel Lynette és Tom házasságának kezdete előtt született egy egyéjszakás kaland eredményeként. Amikor az anyja, Nora megjelenik a sorozatban (rengeteg gyerektartást követelve Tomtól), Kayla már tizenegy éves.
Kayla az Eső kopog a tetőn című epizódban látható először.

### Kiterjesztett család
Stella Wingfield (Polly Bergen): Az évad végén megjelenik Lynette anyja, hogy segítsen lányának a rák legyőzésében. De Tom este közli Lynette-tel, hogy Stella, mivel igen sok pénze van, állja a kemoterápiát. Stella ugyanis régen szintén rákkal küzdött, s mikor félrelépet, Lynette a fejéhez vágta kislányként, hogy ez isten büntetése, most mikor Lynette rákos Stella megtudja Kaylától, hogy Lynette majdnem félrelépett Rick Colettivel, így most Stella állhat bosszút Lynette-en, de ezután közli Lynette-tel, hogy mégis marad.
Rodney Scavo (Ryan O'Neil): Tom édesapja, Lynette apósa. Neje Alison, aki Tom édesanyja.
Rodney először a sorozatban A te hibád! című epizódban jelenik meg, amikor is látogatóba érkezik Lynette-ékhez. Lynette-et már alapból zavarja, hogy apósa mindig kioktatja, de végleg betelik a pohár, amikor rajtakapja őt egy másik nővel. Dühében kirakja apósát a ház elé, és később Tomot is, mert ő közli, hogy nem lepte meg a dolog. Később Tom elmondja az apjának, hogy tett valamit, amiről Lynette nem szerezhet tudomást. Valószínűleg arra utal, hogy van egy tizenegy éves lánya, de ez csak a második évad végén, az Emlékezz! című epizódban derül ki.
Nora Huntington (Kiersten Warren): Tom még 11 éve találkozott egy táncosnővel, akivel lefeküdt. A nő teherbe esett, majd 11 évvel később felkereste Tomot, mert 11 évnyi gyerektartással jön neki. Ez a nő Nora Huntington. Nora végül vesz magának egy lakást Toméktól 5 percre, hogy gyakran lepasszolhassa Lynette-ékhez a lányát, Kaylát. Nora kiállhatatlan természete Lynette agyára megy, ugyanis minden második nap meghívattatja magát ebédre. Egyik nap, amikor Lynette-ék a karácsonyi fotót készítik Nora kitörölhetetlen a képről, melyen jelenetrendezés után végre-valahára módjában áll szerepelni. Másnap tartják Parker szülinapi buliját és Lynette meghívja Kaylát, ám Nora nem sejti, hogy buliznak, de egyszer csak fölhívja Lynette-et. Lynette tudja, hogy baj van. Gyorsan átcuccolnak Gabrielle hátsó kertjébe. Lynette-nek eszébe jut, hogy ott maradt a torta, ám amíg visszaér, ott van Nora és épp a wcből kiszalad egy kis gyerek, Nora kiszalad és meglátja, hogy a Solis ház fölött egy ünnepi léggömb szál, de mikor Nora odaér, Tom megmondja neki világosan, hogy Kayla az ő lánya is.
Nora ezután szerelmes lesz egy Turk nevű különös férfiba, akivel egyik este össze is veszik. Bree és Orson esküvőjén Lynette összehozza Norát Carlosszal ám ez a románc sem tart túl sokáig. Lynette elmegy egy nyugis hétvégére Gabyval, ám Tom fölhívja, hogy begörcsölt a háta (a gyerekekkel elment táborozni). Lynette-re a házuknál már Nora vár, és így Lynette kénytelen elmenni, több órát autózni egy nővel, akit ki nem állhat. A kocsiban Lynette egy ideges pillanatában azt mondja, hogy nem bánná, ha Nora öngyilkos lenne, erre Nora kiszáll a kocsiból és stoppol egy kamiont. Nem sokkal később Lynette meglátja Norát az autópálya szélén. Ezután együtt mennek a táborba és útközben Nora elmondja, hogy már egyszer próbált öngyilkos lenni. Tom azt tervezi, hogy egy pizzázót akar nyitni. Lynette azt gondolja, hogy ez nagyon rossz ötlet. Nora szintén ezt mondja. Ám amikor Tom hazaviszi Kaylát, Nora azt mondja neki, hogy életében nem evett finom pizzát Toméknál, és hogy hisz a férfi ötletében.
Eközben Tom vesz egy helyiséget, ahol a pizzériát akarja nyitni, Nora odamegy, hogy elcsábítsa őt, ám Tom nem hagyja magát és hazamegy Lynette-hez, majd elmondja a történteket. Lynette átmegy Norához és megfenyegeti Norát, hogy eltöri a gerincét, ha még egyszer találkozik Tommal. Pénteken Nora bejelenti, hogy Kaylával Mexikóba költöznek és oda is kéri a gyerektartást. Lynette kiagyalja, hogy pereljék el Norától Kaylát. Ezután Lynette elmegy a boltba és ott találkozik Norával, aki alapos szemrehányást tesz Lynette-nek. Közben meghallják, hogy Carolyn Bigsby elkezdett lövöldözni, és Lynette-éket is túszul ejti. Carolyn megtiltja, hogy bármelyik túsz is beszéljen, ám Nora elkezd veszekedni Lynette-el Kayla miatt. Carolyn hallja a veszekedést és Lynette elmondja neki, hogy Nora rászállt Tomra, ezért Carolyn lelövi a ferde utakon járó nőt, mert épp az vezette rá a túszejtésre, hogy rájött, korábban őt is megcsalta a férje. Lynette megpróbálja elállítani a vérzést, de Nora már haldoklik, de élete utolsó percében megígérteti Lynette-tel, hogy vigyáz Kaylára, és Lynette igent mond. Ezután Nora meghal.

### Az 1. évadban bemutatott ismerősők
Natalie "Nat" Klein (Nike Doukas): Lynette főnöke volt a régi cégénél. Először akkor szerepel a sorozatban, amikor az első részben (Végzetes csütörtök) Lynette belefut az áruházban. Akkor Nat megkérdezi Lynette-et, hogy mi a véleménye az anyaságról. Lynette persze füllent: "Életem legjobb állása."
Natalie legfontosabb megjelenése az Ég veled! című epizódban van, amikor is Lynette beajánlja neki Tom volt barátnőjét, Annabel Fostert, akiről kiderült, hogy titokban már három hónapja Tommal dolgozik, és Lynette el akarja távolítani őt a képből. Ám Annabel szól jelenlegi főnökének, aki übereli az ajánlatot, és Annabelnek adja az állást, amire Tom vár. Tom dühében felmond, és amikor megtudja, hogy Lynette áll a dolog mögött, közli vele, hogy háztartásbeli apa lesz. Így Lynette kénytelen visszamenni dolgozni.
Lentz iskolaigazgató (Harry S. Murphy): A Barcliff Akadémia igazgatója, annak az iskolának, ahová a Scavo-ikrek járnak, és ahol később Parker is tanul.
Mrs. Truesdale (Shannon O'Hurley): A Barcliff Académia egyik tanára. Először a sorozatban az Egy helyben toporogva című epizódban látható, amikor is segít Maisy Gibbonsnak megrendezni a Piroska és a farkas gyerekdarab változatát, amiben a Scavo-ikrek is játszanak. Később gondjai vannak Parkerrel, aki az iskolában nagy galibát okoz képzeletbeli barátjával, Mrs. Mulberryvel.
Jordana Geist (Stacey Travis): Lynette barátnője, akinek szintén a Barcliff Académiára jár a gyereke. Amikor az Egy helyben toporogva című epizódban Lynette a Piroska és a farkas-jelmezeken dolgozik, megkérdezi Jordanát, hogy mi a titka annak, hogy ilyen sok munkát tud egyszerre elvégezni. Jordana elárulja neki, hogy be szokta venni a gyerekei hiperaktivitási gyógyszereit, amiknek ellenkező a hatása, ha az ember nem hiperaktív. Lynette rászokik a gyógyszerre, majd amikor később még többet kér Jordanától, az asszony azt mondja, hogy sajnos nem tud adni, mert a nővére családja érkezik hozzájuk látogatóba, és szüksége lesz minden erejére. Lynette bosszúsan elviharzik.
Dan Peterson (Edward Edwards): Tom régi főnöke. Nem adja meg a felsőbb pozíciós állást Tomnak, mert Lynette elmondja Peterson nejének, hogy fél ettől az új állástól, mert még több utazással jár, és így Tom majd minden családi eseményről lemarad. Tom ezután leszidja főnökét, mondván, hogy rossz döntéseket hoz, majd kilép a cégtől.
Janie Peterson (Elizabeth Storm): Tom régi főnökének, Dan Petersonnak a neje.
Azóta egyik Petersonról sem hallani, hogy a sorozatban Tom otthagyta régi állását.
Claire (Marla Sokoloff): Egy fiatal dada, akit Lynette vett fel, hogy segítsen neki felügyelni a gyerekekre. Jól is végezte a munkáját – néha kissé túl tökéletesen – de egy éjjel észrevette, hogy folt van a köntösén, ezért betette a szennyesbe, és úgy tervezte, hogy – mivel immár anyaszült meztelen volt – felsiet a hálószobájába, de belebotlott Tomba. A férfi ezután felment a hálószobába, és szeretkezett Lynette-tel. A lány azonban elmondta Lynette-nek a kis balesetet, ezért Lynette rávette Tomot, hogy bocsássa el.
Claire a Gyanakvó elmék című epizódban látható először, és a Lépj tovább! címűben utoljára.
Mona Clark (Maria Cominis): Ő az édesanyja Joeynak, Porter és Preston egyik osztálytársának.
Annabel Foster (Melinda McGraw): Tom Scavo volt barátnője. Amikor Lynette megtudja, hogy Annabel három hónapja Tommal dolgozik, mindent megtesz, hogy elszakítsa őket egymástól.
Annabel először a sorozatban a Ne félj! című epizódban szerepel, és utoljára az Egy szép napon… címűben tűnik fel.
Úgy tűnik, hogy a sorozat Melanie Foster nevű karakterével nem áll kapcsolatban, az egyetlen azonosság köztük a vezetéknevükön kívül az, hogy Chicagóban éltek.

### A 2. évadban bemutatott ismerősök
Ed Ferrara (Currie Graham): Lynette új nagyfőnöke a Parcher & Murphy cégnél. Lynette egy kínos incidens következtében megtudja, hogy Ed és a felesége nem valami aktívak szexuális téren. Erre Lynette azt tanácsolja Ednek, hogy turbózza fel a házaséletét izgató üzenetekkel. Azonban Ed rákap, hogy Lynette-et bízza meg ezen üzenetek megírásával. De sajnos Fran, Ed felesége rájön, hogy nem Ed írta a csábító szavakat, erre teljesen kiborul, és azzal fenyegetőzik, hogy elválik Edtől, hacsak ki nem rúgja a cégtől azt, aki az üzeneteket küldte. Erre fel Ed tudván, hogy Lynette munkája nélkülözhetetlen a cég számára, azt hazudja Frannek, hogy Tom küldte az üzeneteket. Később ki is rúgja Tomot, miután az jól bemosott neki egyet.
Ed első megjelenésére a sorozatban a Legközelebb című részben kerül sor.
Nina Fletcher (Joely Fisher): Korábbi kisfőnök a Parcher & Murphy cégnél, kezdetben Lynette főnöke. Ám undokul viselkedik alkalmazottaival, ami rendkívül idegesíti Lynette-et. Így hát, amikor Lynette rajtakapja Ninát Stuval, a helyi mindenessel szeretkezni az irodában, azt mondja Ninának, hogy mindent kipakol Ednek, hacsak Nina nem változtat modorán. Így Nina se szó, se beszéd kirúgja Stut. Lynette azonban azt ajánlja a lapátra tett exmindenesnek, hogy perelje be a céget, ha Nina nem veszi vissza. Így aztán a céget Stu rengeteg pénzre perli be, és így Ed kénytelen kirúgni egy csomó dolgozót, köztük Ninát is, akinek posztjára Lynette-et helyezi.
Nina a Legközelebb című epizódban szerepel először, és A jó, a rossz és a többiekben utoljára.
Stu (Charlie Babcock): A Parcher & Murphy cég korábbi mindenese. Főnöke, Nina kirúgta, mert szexuális viszonya volt vele, de nem akarta, hogy ez kiderüljön. Stu óriási pénzösszegre perelte be a vállalatot.
Stu a sorozatban a Legközelebb című epizódban tűnik fel először és A jó, a rossz és a többiekben utoljára.
Pat Ziegler (Carol Mansell): Stu utóda a Parcher & Murphy vállalatnál, azaz az új recepciós.
Jerry (Mitch Slipa): Ed titkára a Parcher & Murphynél. Amikor segít Tomnak kivinni a kocsihoz az alvó Scavo-fiúkat, Ed azt hiszi, hogy Jerrynek is van egy fia, mert ő viszi ki Parkert.

### A 3. évadban bemutatott ismerősök
Rick Coletti (Jason Gedrick): Mikor Tom kórházba kerül, Rick az átmeneti séf a Scavo Pizzériában. Korábban az ötcsillagos Cucina étteremben dolgozott, de elkezdett drogozni, ezért nem volt maradása. Miután Lynette felveszi séfnek, több estét töltenek együtt az étteremben vacsorázva zárás után – erről persze Tom mit sem tud. Azonban egyszer ráfáznak: két bandita betör az étterembe, és bezárja őket a fagyasztó helyiségbe, hogy közben kirámolhassák a pizzéria kasszáját. Amikor másnap Tom látja Lynette-et és Ricket nevetgélve vacsorázni a biztonsági felvételen, gyanakodni kezd: meghívja Ricket ebédelni, és ráparancsol, hogy azonnal mondjon fel. Ricknek azonban esze ágában sincs elmenni, hacsak Tom nem rúgja ki.
Később Rick elmeséli Lynette-nek, ami történt, és szerelmet vall neki. Lynette megrémül, ezért kirúgja a férfit.
Hónapokkal később Rick saját éttermet nyit a pizzéria szomszédságában, és ezzel magára haragítja Tomot, aki dühében egy téglával betöri a Rick's ablakát. Ezt bevallja Lynette-nek, így nem csoda, hogy később, amikor valaki felgyújtja Rick éttermét, Lynette a férjére gyanakszik, aki úgy tűnik, mégsem hiszi el, hogy Lynette sose csalta meg őt Rickkel. Amikor Rick feljelenti Tomot, Lynette hamis alibit szolgáltat Tomnak, de csak akkor hiszi el végre férje ártatlanságát, amikor Porter és Preston bevallják, hogy ők okozták a tüzet féltestvérük, Kayla sugallatára.
Rick először a Viszonyok című epizódban látható, utoljára pedig a Helló, kislány! címűben.

## Bree családja
Bree a Lila Akác köz 4354-ben lakik.

### Szűk család
- Bree Hodge (Marcia Cross)
- Orson Hodge (Kyle MacLachlan)
- Rex Van De Kamp (Steven Culp)
- Andrew Van De Kamp (Shawn Pyfrom)
- Danielle Van De Kamp (Joy Lauren)
- Benjamin Hodge

### Kiterjesztett család
Henry Mason (Ronny Cox): Bree édesapja, aki ügyész volt. Azt mondogatta: "Mindig a legegyszerűbb magyarázat a legjobb."
A második évadban (a Ne nézz rám! című epizódban)látogatóba érkezik Bree-hez második feleségével, Eleanorral, és el akarják vinni magukkal Andrew-t Rhode Islandre, de amikor megtudják, hogy unokájuk homoszexuális, meggondolják magukat.
Eleanor Mason (Carol Burnett): Bree mostohaanyja, aki mindig magasra teszi a lécet. A Ne nézz rám! című epizódban férjével látogatóba érkezik Bree-hez, hogy rendbe tegyék kapcsolatát Andrew-val. Eleanor azt mondja Bree-nek, hogy szerinte csődöt mondott anyaként, és szóba hozza azokat a "rémes" mogyoróvajas kekszeket, amiket Bree lánykorában sütött, és mindenkit rákényszerített, hogy megegye. Bree így felel neki: "Azok a kekszek kurva finomak voltak."
Phyllis Van De Kamp (Shirley Knight): Rex édesanyja, Bree korábbi anyósa, kapcsolata igen hideg Bree-vel. Phyllis rátesz egy lapáttal, amikor arra célozgat a rendőrségnek Rex halála után, hogy Bree volt a gyilkosa.
Phyllis a sorozatban először a Legközelebb című részben szerepel, és a Sose szabadulsz tőlem! címűben látható utoljára
Fern Mason (Fiona Hale): Bree már többször említette a nagynénjét, aki Philadelphiában él. Az első esküvőjén azt mondta Bree-nek: "Még ha nehéz idők járnak is, ne feledd: a java még hátravan." Bree-nek és Rexnek egy ezüst étkészletet adott nászajándékba. Egyedül a Kettőn áll a vásár című epizódban látható, Orson és Bree esküvőjén.
Gloria Hodge (Dixie Carter)
Alma Hodge (meghalt) (Valerie Mahaffey)
Edwin Hodge (meghalt) (Carl Mueller):
Edwin Orson apja volt. A férfi rendkivül vallásos volt, ezért büntudata volt, hogy megcsalta Gloriát, amikor ezt a nő megtudta, megöltte a kádban férjét.

### Az 1. évadban bemutatott ismerősök
Dr. Albert Goldfine (Sam Lloyd)
Maisy Gibbons (Sharon Lawrence): Maisy Gibbons a Lilaakác köz egyik legundokabb háziasszonya. Két gyereke a Barcliff akadémiára jár, és amikor elő akarják adni a „Piroska és a farkas”-t, Maisy azt javasolja, hogy a farkas ne haljon meg. Lynette tiltakozik. Ezután kiderül Maisyről, hogy szeretői vannak, köztük Rex. Ezután letartóztatja a rendőrség, és börtönben marad egy ideig.
Justin (Rian Carnes)
George Williams (meghalt) (Roger Bart): Bree randevúra hívja George-t, a gyógyszerészét. Ezután jó barátok lesznek és George szerelme kezd átmenni megszállottságba. Amikor Rex figyelmezteti, hogy Bree kihasználja őt, hogy törlesszen neki, a patikus nem hisz neki, és elkezdi manipulálni Rex szívgyógyszereit. Ennek köszönhetően Rex meghal, és George-nak szabad az út Bree-hez. George és Bree újra randevúznak, de Bree csalánkiütést kap George-tól. Ezután George megkéri Bree kezét és a nő igent mond. Bree beszél a terapeutájával, Dr. Albert Goldfine-nal, aki azt tanácsolja a nőnek, hogy ne kapkodják el az eljegyzést. Ezért George lelöki Dr. Goldfine-t egy hídról. Ezután Bree-t felkeresi Leila Mitzman, George régi barátnője, és figyelmezteti, hogy George idegbajos, de Bree nem hisz neki. Aznap este elmennek egy bárba, ahol megjelenik Bree egykori nagy barátja, Ty Grant, aki felkéri Bree-t táncolni. Ekkor George odamegy hozzájuk és elkezd üvöltözni, hogy Bree vegye föl a gyűrűt. Ekkor Bree szakít vele. George bosszúból fölgyújtja Ty Porschéját. Másnap Bree bemegy a kórházba Dr. Goldfine-hoz, akitől megtudja, hogy George lökte le őt a hídról. Ekkor Barton nyomozó és a rendőrség házkutatást végez George-nál. George a rendőrség elől menekülve egy hotelban száll meg, ahol épp Bree jótékonysági partija zajlik. George egy férfival leküldet egy levelet, amiben az áll, hogy Bree menjen hozzá fel elbúcsúzni mielőtt meghalna. Bree rögtön felhívja Barton nyomozó, hogy megtalálta George-t ám a nyomozó közli vele, hogy Mr. Williams felelős Rex halála miatt. Ekkor Bree beszáll a liftbe közben George beszed egy marék gyógyszert, amikor Bree fölér már haldoklik. Bree azt mondja neki, hogy tudja George beteg, de meg tud neki bocsátani, ha bevallja azt amit tett. Erre George azt válaszolja, hogy Bree akarta, hogy megtegye, George megkéri hívja ki a mentőket, de Bree közli vele, hogy ő kihívta őket. Ezután Bree magára hagyja George-t. Másnap Bree találkozik Barton nyomozóval, aki elmondja, hogy tegnap este George öngyilkos lett egy szállodában. Ezután az évad utolsó részében egy emlékezésben, ahol George kiszolgálja Rex-et és Bree-t.
Tish Atherton (Jill Brennan): A Széplaki County Klub tagja. Szeret pletykálkodni, és a gyerekeit játékdélutánokra járatja, hogy addig jusson ideje saját magára is. Gyakran részt vesz a Bree által megrendezett vacsorákon.
Dr. Lee Craig (Terry Bozerman): Rex egyik barátja, szintén orvos. Ő kezeli Rex szívbaját a halála előtt. Rex elhunyta után ő közli Van De Kampék biztosítási megbízottjával, hogy valószínűnek tartja, hogy Bree megmérgezte Rexet. Ennek oka, hogy a téplálékbefogadást állapítja meg a halál okozójént, továbbá a búcsúlevél, amit Rex a halálos ágyán hagyott: "Bree, megértem és megbocsátok."

Ő Ida Greenberg unokaöccse.
Sikes tiszteletes (Dakin Matthews): Pap a helyi protestáns templomban.
Először a sorozatban az Élvezd a magányt! című epizódban tűnik fel, amikor Bree kérésére együtt vacsorázik Andrew-val, hogy rávegye a fiút, hogy fordítson hátat a homoszexuális életnek.
Később ő mond beszédet Rex temetésén a Legközelebb című részben, illetve ő adja össze Bree-t és Orsont a Kettőn áll a vásár című epizódban.

### A 2. évadban bemutatott ismerősök
Barton nyomozó (Kurt Fuller): Egy detektív, aki eleinte Bree-t gyanúsítja Rex meggyilkolásával. A nyomozó először a Sose szabadulsz tőlem! című részben szerepel, és a Nem lesz semmi baj! címűben tűnik fel utoljára.
A nyomozó megpróbálja rávenni Bree-t, hogy tegyen beismerő vallomást (a Miért is hittem benned?! című epizódban), de Bree természetesen nem hallgat rá, hiszen ártatlan. A nyomozó A jó, a rossz és a többiek című részben deríti ki, hogy George Williams a valódi gyilkos.
A Nem lesz semmi baj! című epizódban a nyomozó flörtöl Bree-vel, majd, miután az általa randevúnak vélt ebéd rosszul sül el, letartóztatja Bree-t, mert bort ivott az ebédhez, majd kocsiba ült. Így Bree kénytelen gyalog hazamenni, még a cipősarka is letörik. Barton rosszul érzi magát a gyerekes viselkedése miatt, ezért információkat szolgáltat Bree-nek Curtis Monroe-ról, a férfiról, akinek a holttestét az Applewhite-ház előtt találták meg.
Sloan nyomozó (Scott Allen Campbell): Rendőrnyomozó, Barton partnere a Van De Kamp-ügyben.
Samuel "Sam" Bormanis (Bruce Jarchow): Andrew ügyvédje. A fiú akkor fogadja fel, amikor megvereti magát a barátjával, hogy ezt Bree-re foghassa, és bántalmazásért nagykorúsíthassa magát. Ám Sam látja, hogy Bree-t nem lesz könnyű ezzel csőbe húzni, ezért azt tanácsolja Andrew-nak, hogy győzze meg az anyját arról, hogy jobb lesz neki, ha ő már nem lesz vele. Így Andrew megfenyegeti Bree-t, hogy molesztálással fogja megrágalmazni, hacsak nem engedi el őt.
Bormenis A helyes út című epizódban szerepel először, és a Kísértések címűben utoljára.
Peter MacMillian (Lee Tergesen): Bree mentora az A. A.-nál (Anonim Alkoholisták), akivel Bree-nek romantikus viszonya van. Peter nem csak ivászati, de szexfüggőségi problémákkal is küzd. Andrew, akinek homoszexualitását az anyja kezdetben nem akarta elfogadni, úgy áll bosszút Bree-n, hogy elcsábítja a biszexuális Petert, lefekszik vele majd hazahívja Bree-t, aki ott találja őket.
Peter az Elválások című epizódban jelenik meg először a sorozatban, és a Bosszú című részben látható utoljára.

### A 3. évadban bemutatott ismerősök
Robert Falati (Anthony Azizi): Danielle harmincöt éves történelemtanára, akivel viszonya volt. Szakított a lánnyal, miután Bree meglátogatta és megfenyegette.
Carolyn Bigsby (Laurie Metcalf) Orson volt szomszédja. Amikor Bree tartja az eljegyzési partijukat, megjelenik Carolyn és mindenki előtt közli, hogy Orson megölte Almát. Később Bree közli vele, hogy férje, Harvey megcsalja egy Monique Polier nevű stewardess-szel, ezért Carolyn bemegy férje bevásárlóáruházába, ahol férje biztos helyre menekül, ezért Carolyn minden vásárlót túszul ejt. Lynette elmondja, hogy Nora megpróbálta elcsábítani a férjét, ezért Carolyn lelövi Norát, aki meg is hal. Ezután Lynette elkezd ordibálni Carolynnal, de Art a fejéhez vág egy konzervet. Carolyn elsüti a pisztolyt, ezután Austin lefogja a nőt és az egyik túszt. Maya (Gáti Kati) fejbe lövi Carolynt, aki azonnal meghal.
Harvey Bigsby (Brian Kerwin): Harvey az étteremben elmondja Orson-nak négyszemközt, hogy félrelépet. Amikor a Párizs -i gépen utazott találkozott egy francia lánnyal akibe rögtön szerelmes lett, de ez a lány eltűnt. Ennek a lánynak a neve Monique Polier. Orson másnap fölhívja Ridley nyomozót névtelenül és közli, hogy a halott nőnek viszonya volt Harvey-val. Ezután a nyomozó látogatást tesz Harvey-nál aki elmondja, hogy viszonya volt a halott nővel és ezt hallja Carolyn. Másnap Bree elmondja Carolyn-nak, hogy Harvey megcsalta. Ezért Carolyn elmegy férje szupermarketjébe, és megkezdődik az ámokfutása. Ám Nora Huntington részben Harvey miatt halt meg, mert Harvey nem áldozta föl magát a többiekért.
Monique Polier (meghalt) (Kathleen York): Monique, amikor elromlik a mosogatója, kihív egy vízszerelőt, Mike Delfino-t. Monique udvarol Mike-nak, még a kezére is írja a férfi számát, de a férfi világosan megmondja neki, hogy van barátnője. Mike megállapítja, hogy eltört a szifon, és egy óra alatt tud venni egy újat. Míg Monique magára marad, megjelenik Gloria Hodge. Mivel Mike otthagyta a szerszámait, Gloria fölkapja a franciakulcsot, és belevágja Monique fejébe. Épp ekkor érkezik meg Orson: megdöbben a tragédiától, de megvédi anyját, mert tartozik neki. Épp visszaér Mike, de Orson kimenekül, a rázós helyzetből, ezután anyja kihúzza Monique összes fogát, s elássák a hullát. Egyik nap egy építkezésen találnak egy hullát. A patológus megállapítja, hogy tompa tárgy okozta traumában halt meg, és aki megölte, kihúzta a fogait. Orson Hodge-ot és Carolyn Bigsby-t kérik fel, hogy azonosítsák a hullát, miszerint Alma-e, de megállapítják, hogy nem. Mielőtt Orson elhagyná a szobát, visszanéz a hullára, és ennyit mond: Hiányzol, Monique. Eközben patológus megállapítja, hogy a hulla karjára számok vannak írva. Felhívják ezt a számot, és Mike Delfino üzenetrögzítője jelentkezik. Egyik este Bigsby-ék és Hodge-ék elmennek együtt vacsorázni. Harvey Bigsby közli Orsonnal, hogy viszonya volt egy francia lánnyal, Monique Polier-vel, de ez a lány eltűnt. Ezután nyomozásba kezdenek, de Mike nem tudja, hogy ismeri-e a lányt. Eközben Orson fölhívja a nyomozót, és közli vele, hogy a hullát Monique Polier-nek hívják, és Monique-nak a halála előtt viszonya volt egy Harvey Bigsby nevű férfival. Eközben a kórházban Mike-nak eszébe jut egy emlék: egy ajtó kinyílik, az ajtóban ott áll Monique, és azt mondja: Azt hittem, sosem érsz ide!

## Gabrielle családja
Gabrielle a Lila Akác köz 4349-ben lakik.

### Szűk család
Gabrielle Solis (Eva Longoria Parker)
Carlos Solis (Richardo Antonio Chavira)

### Kiterjesztett család
Lucia Márquez (Maria Conchita Alonso): Gabrielle édesanyja, aki, miután a vetélése után kiderült, hogy a lánya nem szülhet gyereket, megpróbált Carlos és Gabrielle béranyja lenni. Azonban Gabrielle tudta, hogy az anyja csak rájuk akar szállni, és miután Carlos szemét is felnyitotta, a terv végleg füstbe ment.
Lucia eddig csak az Egy apró szívesség című epizódban tűnt fel.
Juanita Solis (meghalt) (Lupe Ontiveros): Juanita élete legfőbb boldogsága fia, Carlos. Igazi mexikói mama, akinek mindennél fontosabb a család, de annál utálatosabbak a családrombolók. Kedvenc játéka a póker, ugyanis szerencsejáték-függő. Carlos azért hívja a Lila Akác közbe, hogy találja meg Gabrielle szeretőjét. Juanita megtudja, hogy Gaby szeretője John Rowland, ám a felfedezést nem oszthatja meg Carlos-szal, ugyanis miközben rohan fiához hogy elmesélje amit megtudott, elüti egy autó, melyet Andrew vezet. Az asszony kómába esik, de hónapokkal később magához tér. El akarja mondani Carlosnak az igazat, de miközben hozzá siet, megcsúszik a vizes padlón, lezuhan a lépcsőn, és meghal.
Milton Lang (Mike Farrell): Milton nem más mint Victor Lang édesapja, aki Gaby eskűvője előtt tünik fel. Azt javasolja fiának, hogy induljon el az elnökválasztáson, de ez Gabrielle-nek nem tetszik, ezért faképnél hagyja Victort, de másnap megjelenik Milton Gabrielle-nél, s elmondja neki, hogy Victor apja dicséretére vágyott és mindig minél "magasabbra" akart kerülni, hogy felnöjön a nagyágyú apjához. Ezután nem sokkal megjelenik Victor és mindenért bocsánatot kér. Később az esküvőn Gabrielle meghallja, hogy Milton Victorral beszélget és ekkór megtudja, hogy Victor csak a latin voksok miatt vette őt el. Milton először az Ásó, kapa, nagyharang című epizódban látható először. Mikor tudomást szerez Gaby hűtlenségéről, elmondja neki fia temetésén, hogy Victor minden vagyona az ő nevén van, és így Gaby nem örököl semmit, sőt még Milton megzsarolja Gaby-t, hogy elhagyja a templomot, ami sikerül is. Milton a Késő bánat! című epizódban látható utoljára.

### Az 1. évadban bemutatott ismerősök
Jonathan "John" Rowland (Jesse Metcalfe)
Yao Lin (Lucille Soong): Yao Lin a Solis család mindenese. Rendkívül makacs. Gabrielle-lel gyakran vitatkoznak. Egyszer, amikor Gaby arra kéri, hogy mosson föl egy foltot, ő makacsul visszaszól. Gaby ezután fölmond neki. Amikor Gaby később egy kozmetikai boltban dolgozik, megjelenik Yao Lin, és arra kényszeríti Gabyt, hogy sminkelje őt ki.
Ashley Bukowski (Emily Christine): Egy kilencéves magántanuló kislány, aki az édesanyjával, Sheila Bukowskival lakik a Solis-ház szomszédságában. A Szép kis látvány! című epizódban meglátja John-t és Gabrielle-t félpucéran csókolózni a Solis-ház előszobájában. Így megzsarolja Gabrielle-t, hogy drága ajándékokat vegyen neki: először egy babát, majd egy menő gyerekbiciklit vásárol neki. Ezután kiderül, hogy a lányka nem is tud kerekezni, és Gabrielle-nek kell megtanítania.
Ashely először a Szép kis látvány! című epizódban szerepel először, és a Szófogadó gyerekek címűben utoljára.
Jonathan Lithgow (John Haymes Newton): A kábeles férfi, aki elesett Gabrielle fürdőszobájában a vizes márványkövön, és kórházba került. Carlos azt gyanította, hogy viszonya van Gabrielle-el, így később megkereste őt, és összeverte. Utólag kellett rájönnie, hogy áldozata sajnos homoszexuális, és hogy tévedett. Később, miután John Rowland és Andrew Van De Kamp barátját, a szintén meleg Justint ugyanígy megveri, mindenki azt hiszi, hogy gyűlöletbűntények sorozatát követte el.
Lithgow a Ki ez a nő? című epizódban látható először a sorozatban, és az Egy szép napon… címűben utoljára.
Crowley atya (Jeff Coucette): Pap a helyi katolikus templomban. Először a Bűnös című epizódban tűnik fel, amikor is imádkozik a kómába esett Juanitáért. John meggyónja neki, hogy viszonya volt Gabrielle-lel, és innentől fogva Crowley atya tudja Gaby titkát.
Az atya újra feltűnik, Juanita temetésén, amikor Gabrielle és Carlos összevesznek. Amikor hátrafordul, lenyugtató pillantással, Gabrielle rászól: "Csak előre, Padre!"
Amikor a Ne félj! című epizódban Gabrielle rájön, hogy terhes, az atyának mondja el először, hogy lehet, hogy John az apa.
Gabrielle Crowley atyának hazudja azt, hogy Carlosnak viszonya van Mary Bernard nővérrel, aki szét akarja őket választani. Így a pap Alaszkába küldi a csalfának hitt apácát.
Crowley atya mutatja be Xiao-Meit Soliséknak; azt a kínai lányt, akit Széplak egy másik lakója, Maxime Bennett rabszolgája volt. Xiao-Mei később Gabrielle-ék szobalánya, majd gyermekük béranyja is lesz – legvégül pedig Carlos szeretője.
Helen Rowland (Kathryn Harrold): John Rowland édesanyja, aki a Gyanakvó elmék című epizódban egy véletlen beszélgetésből tudja meg, hogy kamasz fiának viszonya van egy felnőtt háziasszonnyal. Először Susan Mayerre gyanakszik, mivel Susan rájön a viszonyra, és megöleli a fiút – és ennek Helen a szemtanúja. Ezért Helen leszaggatja róla a ruháit Gabrielle jótékonysági divatgálája előtt, ezzel kissé kellemetlen helyzetbe hozva Susant, aki kénytelen ruhacafatokba öltözve kiállni a nézők elé.
Miután Gabrielle bevallja Helennek, hogy ő volt John szeretője, a Rowland-házaspár kényszeríti őt arra, hogy rábeszélje John-t, hogy hagyja abba a kertészkedést és menjen egyetemre; továbbá, hogy mondjon nemet, amikor a fiú váratlanul megkéri a kezét. Később, amikor A helyes út című epizódban Carlos és Gabrielle örökbe akarnak fogadni egy babát, Helenbe botlanak, aki egy életre megakadályozza, hogy Solisék legálisan adoptáljanak.
Mr. Hartley (Shawn Doyle): Carlos ügyvédje.
Mr. Steinberg (Mark L. Taylor): Az egyik főnök a Szent Szív kórházban, aki, miután Juanita kezelését utólag nem találja elég jónak, cserébe azért, hogy Gabrielle nem jelenti fel őket, 60 ezer dollárt ad neki. Csakhogy Gabrielle ezt eltitkolja Carlos elől, nehogy ezt is az ügyvédekre fordítsa. Később azonban ezt Carlos is megtudja, és nagyon begurul.
Justin: Egy helyi kamaszfiú, aki Gabrielle szálán kerül be a sorozatba. Először a Gyanakvó elmék című epizódban szerepel, John Rowland barátjaként. Justin tehet róla, hogy John anyja, Helen Rowland megtudja, hogy a fia egy háziasszonnyal tart fent viszonyt. Helen először azt hiszi, ez a valaki Susan Mayer, ebből jó nagy galiba alakul ki. Justin később, miután John kénytelen abbahagyni a kertészkedést, ingyen fűnyírásba kezd Soliséknál. Megkörnyékezi Gabrielle-t, aki azonban nem akar viszonyt kezdeni vele. Később Justin bevallja neki, hogy valószínűleg meleg, ezért akart vele próbálkozni.
Justint és Andrew-t a Lehetetlen című epizódban látjuk együtt először, amikor egy Zach Young által megrendezett medencepartin együtt lubickolnak Youngék úszómedencéjében. Susan azt hiszi, hogy Julie-t és Zach-et látja a sötétben, így hát eléggé meglepődik, amikor közelebbről megnézi a párost.
Justint az első évad végén Gabrielle felkeresi, miután elhagyja Carlost. A felszarvazott férj azonban egyből azt hiszi, hogy Justin Gaby szeretője, és megveri a fiút. Justin Andrew barátjaként a második évadban tűnik fel. Bree először nagyban ellenzi a meleg kapcsolatot. Amikor Bree szülei látogatóba érkeznek Széplakra, és úgy tervezik, hogy Andrew-t magukkal viszik Rhode Islandre, Justin szíve összetörik, de Bree úgy dönt, hogy szövetkezik a fiúval, hogy Andrew maradjon. Így Justin elintézi, hogy a nagyszülők tudomást szerezzenek Andrew homoszexualitásáról, és megváltoztassák a döntésüket. Ezután Bree elfogadja Andrew és Justin kapcsolatát.
Justin a Bosszú című epizódban látható utoljára a sorozatban, amikor is Bree-vel, Andrew-val, Danielle-el és Bree A. A.-s (Anonim Alkoholisták) mentorával, Peterrel vacsorázik.

### A 2. évadban bemutatott ismerősök
Ralph a kertész (meghalt) (Alejandro Patino): Gabrielle egyik kertésze. Először a Sose szabadulsz tőlem! című epizódban szerepel. A Nem lesz semmi baj! című részben jut fontosabb szerephez, amikor pucér fotókat talál Gabrielle-ről az interneten. A feltételesen szabadlábon lévő Carlos az Emlékezz! című epizódban pénzt ad neki, hogy menjen el helyette közmunkát végezni. Miközben szemetet szed a sztrádán, egy busz halálra gázolja.
David Bradley (Adrian Pasdar): A sármos ügyvéd, aki megpróbálja rávenni az esküdteket, hogy szabadságot ítéljenek Carlosnak, aki két homoszexuálist is megvert. Megpróbálja meggyőzni Gabrielle-t, hogy a házassága Carlosszal egy természeti csapás, és miután egy rendőr félreértésből lelövi, és Gabrielle ápolja, úgy érzi, beleszeretett az asszonyba, ezért felmond. Azonban Gabrielle csőbehúzza: bebizonyítja, hogy amit érez, szimpla kéjvágy, és megfenyegeti, hogy kirúgatja a kamarából zaklatásért, hacsak nem tér vissza. Így Bradley kénytelen segíteni Carlosnak, akinek ejtik az ügyét.
Ez a karakter Az én szívem apuciért dobog című epizódban látható először a sorozatban, és a Bárcsak feledni tudnálak! címűben szerepel utoljára.
Vern (Alec Mapa): Gabrielle személyes szépségtanácsadója. Először a Színek és fény, avagy ez csak egy rossz álom lehet! című epizódban tűnik fel.
Luis (Albert Garcia): Gabrielle egyik kertésze. A Nem lesz semmi baj! című epizódban Ralph, a másik kertész véletlenül levágja Luis egyik ujját egy láncfűrésszel, mert megbabonázva figyeli a Carlost cukkoló pucér Gabrielle-t.
Mary Bernard nővér (Melinda Page Hamilton): A szőke katolikus apáca, aki segít Carlosnak kijutni a sittről, és miután a férfi feltételest kap, sokat van együtt vele. Gabrielle féltékeny, ezért megkéri az apácát, hogy fogja vissza magát, hogy a házasságuk rendbe jöhessen, de Mary nővér nemet mond. Az a véleménye, hogy Gabrielle tette Carlost önzővé, és ezért meg kell szabadulnia tőle. Amikor Botswanában aszály van, Gabrielle pénzt ad a templomnak, hogy Mary nővér is mehessen, és végre eltűjön az útból, de az apáca azzal vág vissza, hogy Carlost kéri meg, hogy tartson vele Afrikába. Ám Gabrielle megakadályozza, hogy férje akár az ágyat is elhagyhassa.
Azonban később az apáca visszatér Amerikába, és ráveszi Carlost, hogy fenyegesse meg annullációval Gabrielle-t, ha nem vállal gyereket. Ezért Gabrielle a templomban azt hazudja Crowley atyának, hogy Carlosnak és Mary nővérnek viszonya van, így a megdöbbent pap kénytelen Alaszkába száműzni a bajkeverő apácát. A templomban Gabrielle nagyot verekszik Mary nővérrel, majd, mikor hazaér, választás elé állítja Carlost: vagy ő, vagy a gyerek. Miután Carlos azt mondja, hogy őt választja, Gabrielle is választ: gyereket akar.
Mary nővér először A jó, a rossz és a többiek című epizódban látható, és A hadviselés művészete címűben szerepel utoljára.
Xiao-Mei (Gwendoline Yeo): Egy kínai lány, akit a nagybátyja eladott rabszolgának. Így került Széplak egyik tiszteletbeli asszonyához, Maxime Bennetthez. Maxime egyik ebédjén – ahol felvágott azzal, hogy mindent maga készített, pedig Xiao-Mei volt – a rendőrség letartóztatta őt a lány fogvatartásáért, és kihallgatták Xiao-Mei-t – méghozzá Bree szeme láttára.
Xiao-Mei készül hazautazni Kínába, de amíg a családja nem jön érte, Crowley atya Carlost kéri meg, hogy addig hadd lakhasson a Solis-házban. Gabrielle eleinte nem lelkesedik az ötletért, de amikor rájön, hogy a lány milyen jól végzi a házimunkát, ráveszi, hog dolgozzon nekik, mint szobalány.
Így Xiao-Mei mégsem megy haza, de később ki akarják toloncolni. Pánikba esik, hogy a bácsikája megint el fogja adni, ezért Carlos és Gabrielle megpróbálnak beszélni az államhivatallal, ahol megtudják, hogy Xiao-Mei az országban maradhat, ha egy amerikai állampolgártól terhes. Így Solisék őt fogadják fel béranyának, és teherbe is esik. Azonban miközben Gabrielle gyerekét hordozza a szíve alatt, Carlos viszonyt kezd vele. Amikor Gabrielle rájön erre, kidobja hűtlen férjét a házából, de Xiao-Mei-t nem engedi elmenni, amíg meg nem szüli a babát.
Azonban fél évvel ezután Xiao-Mei fekete babát hoz a világra, mivel a klinika rossz petesejtet ültetett belé.
Xiao-Mei az Ostoba ötletek című epizódban látható először a sorozatban, és a Kettőn áll a vásár címűben utoljára.
Eugene Beale (John Kapelos): Az ügynökség tulajdonosa, ahol Gabrielle és Carlos gyereket akarnak venni. Sikerül találnia egy Gabrielle igényeinek megfelelő szépségű lányt, de végül elveszik a Lilynek elnevezett kislányt Soliséktól. Ez a karakter A helyes út című epizódban látható először és a Ne nézz rám! címűben utoljára.
Libby Collins (Nichole Hiltz): Egy sztriptízlány a Tiltott gyümölcs nevű széplaki bárban. Gyereket vár drogtermesztő barátja, Frank öccsétől, Dale-től, és a kislányt pénzért cserébe Soliséknak adja, akik Lilynek nevezik el. De később meggondolja magát: visszaveszi a gyermeket a rendőrség segítségével, hogy ő, és jó útra tért barátja felnevelhessék. Gabrielle szíve összetörik.
Ez a karakter az Elválások című epizódban tűnik fel először a sorozatban, és a Fohászok, fogadkozások címűben látható utoljára.
Frank Helm (Eddie McClintock): Libby Collins barátja. Habár tudja, hogy Lily az öccse, Dale fia, ráveszi Libbyt, hogy vegyék vissza Soliséktól.
Dale Helm: Frank Helm öccse, Lily vér szerinti apja.
Cecile (Jennifer Lyons): Egy sztriptízlány, aki szintén a Tiltott gyümölcs nevű bárban dolgozik; Libby barátnője. Megkérdezi Carlost, hogy kér-e tőle egy öltáncot.
Lily baba (Faith és Hope Dever): A kisbaba, akit Libby Collinstól adoptál Gabrielle és Carlos, és akit visszavesz a vér szerinti anyja.
Xiao-Mei orvosa (Dougald Park): Ő vizsgálja Carlos és Gabrielle babáját, amit Xiao-Mei hord ki (azaz hordana, ha nem más petét ültettek volna bele). Gabrielle, amikor gyanakodni kezd, hogy Carlosnak és Xiao-Mei-nek viszonya van, megkéri őt, hogy ellenőrizze, hogy a lány szűz-e még. Ám az orvos megállapítja, hogy a lány már nem az, ezért így jön rá Gabrielle az igazságra.

### A 4. évadban bemutatott ismerősök
Al Kaminsky (meghalt) (James Luca McBride): Mikor Edie megzsarolja Carlost a titkos Kajmán szigeteki pénzével, Carlos felbérel egy könyvvizsgálót, aki eltünteti a pénzét, ami sikerül is. De Al épp a Tornádó közeledte előtt hozza a pénz hozzáféréséhez szükség adatokat, de Gaby helyet Edie-nek adja oda, mikor elmegy Edie és Gaby összeverekszik a papírokért, de a szél elviszi azokat…
Ezért 4 nappal később Gaby elmegy Al-hez, de kiderül, hogy mikor aznap Al épp hazafelé tartott a kocsijába belecsapott a villám, s el a kocsijával együtt felrobbant, s Gaby azt is megtudja, hogy Al az összes iratot bedarálta…

## Edie családja
Edie a Lila Akác köz 4362-ben lakott.

### Szűk család
Edie Britt (Nicollette Sheridan)
Charles McLain (Greg Evigan): Edie első férje és Travers apja. Charles neveli Travers mivel Edie annak idején úgy gondolta, hogy így jobb lesz fiának.
Travers McLain (Jake Cherry): Travers egy hónapra látogatóba jön anyjához aki eddig az apjával lakik. Edie mivel nem egy anya típus, mindig Carlos Solis-ra bízza, aki egyenesen jó barátja lesz Travers-el. És Edie mikor pasi hiánya lesz összejön Carlos-sal, és mikor ezt Gaby megtudja megtiltja Susan-nak és Lynette-nek, hogy barátkozzanak Edie-vel. Charles, Travers apja hamarabb jön fiáért, ám mikor elmegy ezután Carlos nem annyira rajong Edie-ért, ezért rábírja fiát, hogy beszéljen Carlossal, de ez nem használ, de Edie Carlos karjaiba omlik és innentől az övé Carlos.
Umberto Roswell (ismeretlen szereplő): Edie második férje. Egyedül az Egy ügyes kezű ezermester című epizódban szerepel egy visszaemlékezésben.

### Kiterjesztett család
Austin McCann (Josh Henderson): Edie tizennyolc éves unokaöccse, aki nem jött ki jól mostohaapjával, ezért Edie-hez költözött egy időre. Ez a karakter a Kettőn áll a vásár című epizódban látható először a sorozatban és A férjem, a disznó című epizódban látható utoljára.
Ileen Britt meghalt(K Callan): Ileen nem más, mint Edie Britt anyja, aki hosszú évekkel ezelőtt egyedül halt meg egy lakókocsiban. Edie álmában látja anyját, aki figyelmezteti, hogy ha így folytatja tovább, Edie is úgy végzi, mint ő.

### A 2. évadban bemutatott ismerősök
Oliver Weston (John Mariano): Széplak legjobban fizetett magándetektívje. Edie bérli fel őt, miután Karl elhagyja, hogy derítse ki, kivel jött össze exvőlegénye. Amikor Oliver rájön, hogy Susan lefeküdt Karllal, Susan megpróbálja lefizetni, de Oliver nem fogadja el. Ezért Mike fizeti le őt 15.000 dollárral, hogy Edie ne tudja meg az igazságot. Ám Susan vallomáslevele, amit időközben visszalop a postástól, Julie által mégis Edie-hez kerül. Így a hoppon maradt exmenyasszony bosszúból felgyújtja Susan házát.

## Katherine családja
Katherine a Lila Akác köz 4356-ban lakik.

### Szűk család
Katherine Mayfair (Dana Delany)
Adam Mayfair (Nathan Fillion)
Dylan Mayfair (Lyndsy Fonseca): Dylan az anyjával, Katherine-nel és nevelőapjával, Adammel költözik be a Lila Akác közbe a negyedik évad nyitóepizódjában. Kiderül, hogy kiskorában már lakott itt, és Julie Mayer, Susan lánya volt a legjobb barátja. Most azonban már egyáltalán nem emlékszik a régi évekre, sem a régi játszótársakra. Volt egy rémálma arról, hogy egy pasas el akarja kapni őt egy szobában, és mikor az egyik bébiszittere azt ajánlotta, hogy beszéljen erről egy pszichiáternek, anyja kirúgta a bébiszittert.
Egy szó, mint száz: Dylant mintha kicserélték volna. Anyja hazudott neki arról, hogy melyik volt a régi szobája, és elzárt előle sok holmit.
Nyilvánvalóan rejtett családi titok lappang mindezek mögött. Amikor Katherine nagynénje, Lillian még utolsó napjaira hazakerül, halálos ágyán hagy egy üzenetet Dylannek, amiben leírja az igazságot.
Wayne Davis (Gary Cole): egy rendőr, Katherine első férje és az "eredeti" Dylan apja. A visszatekintésekből kitűnik, hogy folyamatosan verte a feleségét, és italproblémái is voltak, ami miatt Katherine elhagyta. 12 évet töltött Katherine és lányának megtalálásával, mire kiderült, hogy visszatértek a Lilaakác közbe. Kapcsolatba akart lépni a lányával, pontosabban akit annak hitt, amíg Katherine el nem mondta, hogy az a lány nem az ő gyereke. A hallott híren felbuzdulva vérvizsgálatot csináltatott, amelyből kitűnik, hogy nem ő a vér szerinti apa. Mindent megpróbál, hogy kiderítse az igazságot, még Katherinet is megfenyegeti, hogy megöli ha nem mondja el az igazságot. Túszul ejti őt a saját házában, legjobb barátjával Bree Hodgeal együtt, amíg el nem mondja mi is történt valójában. Kiderült, hogy az igazi Dylan egy baleset folytán halt meg, amikor ráesett egy könyvespolc, aminek a tetején a Wayne által hozott baba volt felrakva és megpróbálta levenni onnan. Katherine és nagynénje elásták a holttestet a hátsó kertben, hogy Wayne ne tudja rájuk fogni a lányuknak a megölését. Ezután elment egy romániai árvaházba, ahol egy olyan kislányt kapott aki nagyon hasonlított nemrég elhunyt lányára. Katherine örökbe fogadta a lányt, és megváltoztatta a nevét Dylan Mayfairre, hogy eltussolja igazi lányának halálát. Amikor ezt elmondta, Wayne meg akarta ölni, de Adam megmentette őt. A két férfi összeverekedett és következményként Wayne hasba lőtte magát. Bree elmegy, hogy segítsen megtisztulni a vértől Adamnak, amíg Katherine fegyvert tart volt férjére aki még eszméleténél van, és fekszik a földön. Ahogy ott feküdt elmondta Katherine-nek, hogy egy kis ideig talán börtönben ül, de a haverjai majd segítenek kijutni, és akkor majd újra eljön érte. Miután Katherine rájött, hogy mennyire igazat mondd Wayne, mellkason lőtte őt, és azonnal meghalt.

### Kiterjesztett család
Lillian Simms (meghalt) (Ellen Geer): A nagy kérdés című epizódban mikor Carlos Solis kibéreli Mrs. Simms-től Mike Delfino által bérelt házat Edie Britt azt akarja, hogy Carlos hozzáköltözzön. Ezért látogatást tesz Simms néninél, aki az Idősek otthonában lakik, mert az Artitisz betegségével, nem tud egyedül élni. Edie jól lejáratja Carlost az idős néni előtt. aki ezért összetépi (Edie segítségével) a bérlési szerződést. Ezután kiderül, hogy Lillian Katherine Mayfair nénikéje, és utolsó napjaiban visszaköltözött Katherine-hoz, akivel régen együtt laktak itt 12 évvel ezelőtt, Lillian és Katherine szörnyű titkot őriznek, amit Lillian el akar mondani Dylan-nek, annyit el tud mondani, hogy egyáltalán nem Dylan hibája volt ami történt, s nem csoda, hogy nem emlékszik arra, hogy valaha itt lakott, de épp ekkor jön Katherine, megtiltja Lillan-nek, hogy bármit is elmondjon Dylan-nek, de Lillian elmondja Katherine-nak, hogy még mindig furdalja a lelkiismeret avval kapcsolatban ami Dylan-nel történt, s mikor elérkezik Lillian halála, az idős hölgy fölírja egy lapra a titkot, de mikor meghal, a papír beesik az ágy alá.
Mr. Simms: Mr. Simms, Lillian Simms gyereke, aki szerepel a 3. évadban

### A 4. évadban bemutatott ismerősök
Sylvia Greene (meghalt) (Melora Walters): Sylvia először a Távoli múlt című epizódban látható, s a Mayfair család cselekmény szálán tűnik fel, ugyanis neki köze van ahhoz a bizonyos dologhoz, ami Chicagóban történt Katherine-nal és Adam Mayfair-ral. Később kiderül, hogy Sylvia Adam egykori páciense volt Chicagóban, de mikor Katherine és Adam eltűntek Sylvia Adam után jött, és mindig odavolt a férfiért. Mikor a tornádó közeleg a Lila Akác köz felé, Bree Hodge épp tanúja Sylvia és Katherine veszekedésének ezért beinvitálja Sylviát a házba, de a beszélgetésük kudarcba fullad, s Sylvia bezárkózik Bree-ék fürdőjébe, s addig nem jön ki ameddig Adam nincs ott, és természetesen Bree áthívja Mayfair-ékat, de mikor a Tornádó már közeleg az utca felé, Orson, Bree, Katherine és Adam elbújnak Hodge-ék éléskamrájába, de mikor a Tornádó, az utcában van, Sylvia kijön a WC-ből, és azt mondja Adam-nak (aki nem is hallja), hogy ez az utolsó lehetősége vele, s menni készül, de mikor kinyitja az ajtót, a Tornádó fölkapja mint egy rongybabát.

## Angie családja
Angie a Lila Akác köz 4352-ben lakott.

### Szűk család
Angie Bolen (Drea de Matteo)
Nick Bolen (Jeffrey Nordling)
Danny Bolen (Beau Mirchoff)

### A 6. évadban bemutatott ismerősök
Rose De Luca  (Suzanne Costallos)
Patrick Logan (John Barrowman)

## Betty családja
Betty a Lila Akác köz 4351-ben lakott.

### Szűk család
Betty Applewhite (Alfre Woodard) Betty Applewhite és két fia, Caleb és Matthew boldogan éltek, míg egy este fiatalabbik fia, Matthew szakítani akar barátnőjével, Melanie Fosterrel. Ezután Caleb találkozott Melanie-val a fatelepen, szerelmet vallott neki és elmondta, hogy ha vele járna, ő nem szakítana vele. A lány kinevette, Caleb mérges lett, fölkapott egy fejszét. Ezután hazafutott egy véres pólóban. Betty sejtette, hogy mi történt: Caleb megölte Melanie-t. Ezen az estén összecsomagoltak és elköltöztek; megvették a Lila Akác köz 4351 számú házát Edie Britt-től. Itt Betty a pincébe zárva tartja Calebet. Caleb egyik este kiszökik a pincéből, betör a Solis házba és ráijeszt Gabrielle-re, aki ijedtében leesik a lépcsőn. Másnap Caleb újra előtűnik, de Mike Delfinónak sikerül elkapnia, ekkor a rendőrség elviszi Calebet egy intézetbe. Eközben a Foster család fölbérel egy magánnyomozót (ez a sorozat alatt nem derül ki), Monroe-t, aki elmegy az intézetbe, hogy elkapja Calebet, akit Betty és Matthew hazavisznek a pincébe. Monroe betör a házukba, ám amikor lemegy a pincébe Calebért, beszakad alatta a lépcső és véletlenül lelövi magát. Betty és Matthew a hullát beteszik a kocsijába, aminek másnap véletlenül nekimegy Susan, és megpillantják a hullát. Bree-nek nagyon gyanús a család, ezért megkéri Barton nyomozót, hogy nyomozzon a halott férfi után. Ezután Bree megpillantja az Applewhite házban Calebet. Aznap este átmegy hozzá Betty, és közli vele, hogy ha csak egy szót is ejt Caleb létezéséről, ő elmondja a Solis családnak, hogy Andrew gázolta el Juanita Solist. Másnap Bree betör az Applewhite-házba és elbeszélget Calebbel, aki elmondja neki, hogy megölt egy Melanie Foster nevű lányt, és megmutatja Bree-nek a pincét is. Délután Betty átmegy Bree-hez, de Bree elmondja neki, hogy fölmerült Melanie Foster neve. Ekkor Betty mindent elmond Bree-nek, és hogy ő tehet mindenről mert nem védte meg Calebet önmagától. Matthew ráveszi barátnőjét, Danielle-t, hogy búcsúzzon el Calebtől, de a búcsúzás átmegy erőszakba és Bree közbelép. Bree elmondja Bettynek, hogy ha holnapra nem tűnik el Caleb, kihívja a rendőrséget. Másnap Betty elmondja Matthewnak, hogy elviszi piknikezni Calebet, megmérgezi és név nélkül kihívja a mentőket, mert nem hagyja, hogy Caleb még egy lánynak ártson. Ám Caleb elmondja anyjának, hogy Matthew mondta neki, hogy menjen elbúcsúzni Danielle-től. Amikor Betty hazaér, bezárja Matthewt a pincébe. Mikor Betty reggelit visz le a fiának, megjelenik Danielle, leüti Bettyt és megszöknek Matthewval. Ezután este Betty és Caleb el akarja hagyni az országot, ám megjelenik a rendőrség és elviszik őket. Az őrsön kikérdezik Bettyt, aki megtud egy szörnyű titkot: nem Caleb ölte meg Melanie-t, hanem Matthew. Este újra megjelenik Matthew és Danielle, hogy pénzt vigyenek Bree-től. Ekkor Betty elkapja fiát, aki elmondja, hogy igaz a gyilkossági hír, és elmondja, hogy őt sose szerette úgy, Betty mint Calebet. Miután Matthew elmegy, Betty kihívja a rendőrséget. Ezután már könnyezve nézi végig, ahogy elviszik fia holttesét. Másnap Betty és Caleb örökre elhagyják a Lila Akác közt.
Matthew Applewhite (meghalt) (Mehcad Brooks) Matthew meggyilkolta barátnőjét, Melanie-t, mert mikor szakítani akart vele, a lány megzsarolta, hogy mindnyájukat feljelenti. Anyja, Betty a pincébe zárta Calebet szörnyű tette miatt, mert azt hitte, ő a gyilkos. Caleb megszökik, Betty és Matthew megpróbálják megkeresni. Ekkor Matthew megismerkedik Danielle-lel, aki a barátnője lesz. Bree megpillantja az ablakban Calebet, és elmondja lányának, aki elmondja, hogy Andrew elgázolta Juanita Solist, és evvel Betty megzsarolja Bree-t. Betty bejelenti, hogy elköltöznek, de ezt Matthew nem engedi, s rábeszéli Calebet, hogy menjen át Danielle-hez elbúcsúzni, aki erre megjátssza azt, mintha Caleb megerőszakolná. Ezért Betty el akarja vinni Calebet piknikezni, hogy ott megmérgezze, ám nem teszi meg, mert Caleb elmondja, hogy Matthew beszélte rá. Betty bezárja Matthewt a pincébe, ám Danielle-lel megszöknek. Másnap hajnalban megjelenik a rendőrség és letartóztatják Bettyt és Calebet. A rendőrségen Caleb vallomást tesz, miszerint megölte Melanie-t. Megmutatják Bettynek a képeket Melanie hullájáról, amin Melanie Matthew dzsekijével van letakarva. Eközben Danielle és Matthew kieszelik, hogy elmennek Bree széfjéhez hogy pénzt lopjanak. Amikor elmennek a Van De Kamp házba, Matthew átmegy a házukba, de találkozik Bettyvel. Megmondja anyjának, hogy szerinte őt nem szerette anyja úgy, mint Calebet, és ezt Betty be is ismeri. Miután fia elmegy, fölhívja a 911-et. Mikor Danielle és Matthew elindulnak, megjelenik Bree és nem engedi el Daniellet. Matthew elővesz egy pisztolyt, hogy lelője Bree-t, de egy lövés becsap az ablaküvegen és szíven találja Matthewt, aki rögtön meghal.
Caleb Applewhite (Page Kennedy és NaShawn Kearse): Betty Applewhite fogyatékos fia, akiről öccse elhitette az anyjával, hogy megölte Melanie Fostert és megpróbálta megerőszakolni Danielle Van De Kampet. Azonban anyja bánatában már meg akarta mérgezni, hogy ne szenvedjen, amikor Caleb kikotyogta, hogy Matthew mondta, hogy csókolja meg Danielle-t. Betty dühében bezárja Matthew-t a pincébe, ahol korábban Calebet tartotta fogva. Később azt is megtudja, hogy a Foster-gyilkosságot sem Caleb, hanem Matthew követte el. S miután egy kommandós lelövi Matthewt (amikor az épp Bree-t akarja lelőni), Calebbel elköltözik a Lila Akác közből.

### A 2. évadban bemutatott ismerősök
Morgan nyomozó (James Shanklin): A Chicagói Rendőrség tagja. Ő a Melanie Foster meggyilkolásával foglalkozó ügy vezetője. Az Emlékezz! című epizódban kihallhatja Betty-t arról, hogy mit tud Melanie halálával kapcsolatban.
Curtis "Curt" Monroe (meghalt) (Michail Ironside):
Monroe-t a Foster család bérelte föl, hogy találja meg lányuk gyilkosát, mikor már Caleb nyomára bukkan a kórházban, épp megérkeznek Betty-ék s hazaviszik Calebet. De Monroe követi őket, s mikor Carleb egyedül marad Monroe el akarja rabolni, de megcsúszik a falépcsőn és lelövi magát. Ezután Matthew és Betty betuszkolják a hulláját a kocsijába, amit meg is találnak. Az öt barátnőt nagyon érdekli az ügy ezért Bree beszél Barton nyomozóval, aki utána nézz a férfinak, s kiderül, hogy Monroe Chicagóból jött.
Melanie Foster (Joy Bisco) Matthew Applewhite hisztis barátnője. Mikor Matthew szakítani akar vele, a lány találkozni akar vele a helyi fatelepen. Caleb ezt megtudja, és virágcsokorral a kezében felajánlja a lánynak, hogy járjon vele. Melanie kineveti a fiút, erre Caleb megcsókolja, de a lány nekitámad egy rúddal. Caleb kikapja azt a kezéből és fejbe veri a lányt, aki elájul. Caleb azt hiszi, meghalt, és otthagyja. Amikor Matthew megérkezik, Melanie éppen magához tér, és úgy próbálja beállítani a történteket, mitha Caleb támadta volna meg. Matthew végleg szakítani akar vele, de a lány megzsarolja, hogy az egész Applewhite családot följelenti. Erre Matthew agyonüti Melanie-t ugyanazzal a rúddal, amivel Caleb is. Ezután letakarja halott barátnőjét. Miután Caleb véres pólóban érkezik haza, anyja tudja, hogy gond van. Rögtön el is költöznek Chicagóból Széplakra. Mivel Betty azt hiszi, hogy Caleb ölte meg Melanie-t, bezárja a pincébe. Egy nap meglátja a tévében, hogy valakit gyanúsítanak a lány megölésével. Ekkor levelet küld a chicagói rendőrségnek, miszerint rossz embert tartóztattak le. A rendőrség azonnal munkába kezd.

## Karen családja
Karen McCluskey a Lila Akác köz at 4358-ban lakik.

### Szűk család
Karen McCluskey (Kathryn Joosten): Lynette megtudja, hogy fiai esetleg elloptak egy lila faliórát idegesítő szomszédjuktól, Mrs. McCluskey-tól. Végül a gyerekek visszaadják az órát, és bocsánatot kérnek. Megtudják, hogy a „néni”-nek volt egy fia, aki még kisgyermekkorában meghalt. Nem sokkal ezután Mrs. McCluskey összeesik az utcán. Lynette mentőt hív hozzá. Mrs. McCluskey egy Tiffany lámpát ad Lynette-nek, és nem hagyja békén. De egyik nap túladagolja a gyógyszerét, és ismét Lynette segít neki. Egyik szombaton Lynette-éknek be kell menniük dolgozni. Tom áthívja Mrs. McCluskey-t a gyerekekre vigyázni, ám Lynette ellenzi ezt. Miután Lynette-ék hazajönnek, Mrs. McCluskey beszámol nekik Bree felelőtlenségéről. Amikor Lynette azt hiszi, hogy Tom megcsalja, Mrs. McCluskey javasolja, hogy kövesse a férfit Atlantic Citybe. Amikor Tom hazajön, Mrs. McCluskey azt mondja neki, hogy örülhet, hogy nem az ő férje. Fél évvel később Karen segít Edie Brittnek eladni a Young-házat. De úgy, hogy az ügyfelekkel közli a Young család összes titkát. Ezután Lynette-től tudomást szerez Art Shephard titkáról, amit szét is kürtöl. Ám neki is van titka, ugyanis a 3. évad 18. részében kiderül, hogy férje, Gilbert hullája a fagyasztóban van. Gilbert hirtelen halt meg, anélkül, hogy beleírta volna feleségét a végrendeletébe. Mivel így a volt neje örökölte volna Gilbert minden vagyonát, Mrs. McCluskey bejelentés helyett az alagsori fagyasztóba tette a holttestet. Mikor áramszünet lesz az utcában, Karen leesik a lépcsőn, és elájul. Beviszik a kórházba. Közben Gilbert hullája kezd kiolvadni. Karen barátja, Ida Greenberg átmegy Mrs. McCluskey-hoz a hírlapokkal, meglátja a hullát, és rögtön értesíti a rendőrséget. Parker Scavo fagyit lopni megy Mrs. McCluskey fagyasztójához. Ő is meglátja Gilbert hulláját. Mikor Lynette-tel bemegy a kórházba Mrs. McCluskey-hoz, elmondja az idős hölgynek, amit látott. Közben mindenki tudomást szerez Karen titkáról, és mindenki azt hiszi, hogy az asszony ölte meg a férjét. Parker biztatására Karen elmondja a szomszédoknak az igazat férjével kapcsolatban. Ezután Gabrielle esküvőjén tűnik fel.
Gilbert McCluskey (meghalt) (John Harnagel): Karen McCluskey férje, aki hirtelen halt meg, anélkül, hogy beleírta volna Karent a végrendeletébe. Így jog szerint minden réges-rég elhagyott első nejére maradt volna utána. Szegény Mrs. McCluskey tehetetlenségében betette az alagsori fagyasztójába Gilbert holttestét, és nem tett bejelentést a haláláról, így tovább kapta a csekkeket. A titokról a nézők számára a Viszonyok, a szomszédok számára pedig az Áramszünet című epizódban hull le a lepel.
Mr McCluskey (meghalt): Karen fia, aki kiskorában meghalt betegségben.
Roberta Simmons: Karen húga, az 5. évadban érkezik, amikor Mrs. McCluskey kórházba jut, Dave Williams miatt. Roberta segít Karennek kémkedni Dave után.
Gale Simmons: Karen második húga, egyszer beszél vele a harmadik évadban telefonon.

## Mary Alice családja
Mary Alice a Lila Akác köz 4352-ben lakott.

### Szűk család
- Mary Alice Young (eredetileg: Angela Forrest) (meghalt) (Brenda Strong): ld. még: A Született feleségek halott szereplői
- Paul Young (eredetileg: Todd Forrest) (Mark Moses): Paul meggyilkolta Martha Hubert
- Zachary "Zach" Young (eredetileg: Dana Taylor) (Cody Kasch)

### Az első évadban bemutatott ismerősök
Jerry Shaw (Richard Roundtree): Az a magánnyomozó, akit a Ki ez a nő? című részben Paul felbérelt, hogy kiderítse, hogy ki küldte a fenyegető levelet Mary Alice-nek, ami az asszony öngyilkosságához vezetett. Shaw először Edie Brittre gyanakszik, de rájön, hogy Martha Huber a ludas. Ezért Paul dühében megfojtja Mrs. Hubert.
A nyomozó szerepel az évad végén, a Ne félj!, illetve a Vasárnap a parkban George-dzsal című epizódokban, amikor is Susan felbéreli, hogy derítsen ki mindent Paul Youngról. Erről a dologról hazugságot ad elő Susannek, mivel Paul korábban szintén az ügyfele volt. Susan ezután arra kéri, hogy nyomozzon Mike után.

## Egyéb szomszédok a Lila Akác közből
Martha Huber (meghalt) (Christine Estabrook): Miután barátnője, Edie Britt háza leég, a romok között kutakodva megtalálja Susan Mayer egyik mérőpoharát, s ezáltal rájön, hogy a tűzesetért Susan a felelős. A helyzetet kihasználva zsarolni kezdi őt – Susan erre barátkozni kezd Edie-vel, hogy ezzel tompítsa a helyzet élét, amikor majd fény derül az esetre.[forrás?] Martha szintén megzsarolja Mary Alice Young-ot, amikor felfedezi, hogy Zach Young nem vér szerinti gyermekük[forrás?] – Mary Alice a nyomás alatt öngyilkosságot követ el. Később, amikor Mary Alice férje, Paul Young erről tudomást szerez, az hidegvérrel megfojtja őt. Nővére, Felicia Tilman testvére eltűnése miatt érkezik a Lila akác közbe.
Ida Greenberg (meghalt) (Pat Crawford Brown): Ida először a Jöjj be, idegen! című epizódban látható először. Itt kölcsönadja kocsiját Susan-nek aki Paul Youngot követte. Ida titkolta, hogy iszik, bár többször is látták hogy kapatosan iszik a közös foglalkozásokon, a gépjármű hivatalban. Azon az estén a Legközelebb című epizódban amikor Zach Young túszul ejti Mike házában Susan-t, akkor Susan elsüti a pisztolyt és eltalálja Ida borral teli üvegét. Ida az Egy csók és más semmi című epizódban épp a boltba készül, ám nem tud elmenni, mivel Lynette autója az út közepén áll. Majd a Magántörténelem című epizódban kiderül, hogy Dr. Lee Craig az unokaöccse. Ezenkívül Ida az Én igen nagy vétkem, című epizódban épp a taxit várja, ám mielőtt érte ment volna, Susan Mayer elhúzott. Ezután Az utolsó pillanatban című epizódban Ida látja meg Gloria Hodge ájult testét, és Alma Hodge hulláját. Majd ő találja meg barátnője Karen McCluskey fagyasztójában férje Gilbert hulláját. Ezután Ida az Évad Finálé epizódjában látható Gabrielle Lang esküvőjén. Mikor a tornádó közeleg, Lynette és családja Karen pincéjében találnak menedéket, de ott van Ida cicája, és Tom allergiás a macskákra, ezért Lynette felviszi a cicát, de a Tornádó, kikapja a macskát a szél, és Karen utána megy, de már nem tudnak visszamenni a házba, majd kiderül, hogy Karen háza összeomlott, a Scavo család megúszta, de Ida-t maga alá temette a ház. Majd egyik nap Parker elmondja, hogy Tom elájult az asztma miatt, s mikor jött a tornádó, Ida beterelte őket a lépcső alá, viszont Ida-nak már nem volt hely. Mikor Lynette megtudja, hogy Ida Baseball sztár volt, eldöntik, hogy a Baseball pályán szórják szét a hamvait.
Alberta Fromme (Betty Murphy): Egy egyedül élő asszony, aki imádja a macskáját, Bajusz urat. A Jöjj be, idegen! című epizódban elutazik, és Susanre bízza szeretett cicáját. Amíg távol van, Mike betör hozzá, és otthagyja a csavarhúzóját, amit Susan mit sem sejtve át is ad a rendőröknek, de nem veszik komolyan.
Felicia Tilman (Harriet Sansom Harris): Mrs. Huber húga, Felicia azért jön a városba, kiderítse Martha halálának okát, és elhatározza, hogy addig nem távozik, amig meg nem tudja, mi történt. Észreveszi Mary Alice fényképét Paul hűtőszekrényén, és felismeri, hogy Mary Alice-t még évekkel korábbról, Utah államból ismeri, de ekkor az Angela Forrest nevet használta, és kezdi felgöngyölíteni a „Dana”-féle titkot. Amint a Paulal közös csúcsjelenetükben kiderül, valójában igen sebezhető. Amikor Paul visszatér a Lilaakác közbe, Felicia mindent megtesz, hogy a férfi börtönbe kerüljön, és azt is elkezdi híresztelni, főleg Edie eljegyzési partiján, hogy Paul Young gyilkos. Ezután senki sem áll szóba a Young családdal. Paulnál betelik a pohár, és nekiesik Feliciának, ám a nő megmenekül. Ezután nyilvánvalóvá vált, hogy csak egyikük hagyja el élve a Lila akác közt. Egyik este Felicia átmegy a Young-házba, és a saját vérével összevérezi a garázst, levágja két ujját, majd hazamegy, összecsomagol és elköltözik éjszaka. Kihívja a rendőrséget, akik azt hiszik, Paul megölte Feliciát és le is tartóztatják. Eközben valahol a hegyben Felicia egy fakunyhóban éli tovább életét azzal az örömmel, hogy megbosszulta Martha húga megölését.
Arthur "Art" Shephard (Matt Roth): Nővérével, Rebeccával rövid ideig a korábbi Young-ház lakója. Art először a Bumm! című epizódban látható. Ő vágja fejbe egy konzervvel Carolyn-t amikor az Lynette-re szegezi a pisztolyát egy túszdráma kellős közepén. Így Carolyn elesik, és Lynette-et csak vállán éri a lövés. Lynette nagyon hálás Artnak, ám később kiderül a férfiról, hogy pedofil.
Amikor Art ellen tüntetnek, Lynette-nek bűntudata támad, mert ő terjesztette ezt a hírt, ám este mikor Art húga meghal, megismeri a férfi igazi énjét. A Varázsének című epizódban szerepel utoljára, mert elköltözik.
Rebecca Shephard (meghalt) (Jennifer Dundas): Art Shephard rokkant húga, aki súlyos beteg is. Rebecca a Királylányok és hercegek című epizódban látható először és a Varázsének címűben betegségéből kifolyólag meghal.
Edwin Mullins (Cheyenne Wilbur): Mr. Mullins 4351-ben lakott a feleségével, ám a zűrös események miatt elköltöztek.
Lee McDermott (Kevin Rahm): Lee és Bob eltérnek a hétköznapi emberektől, családi modellektől. Mindketten homoszexuálisok, s házastársként élnek együtt. Lee nemegyszer felhívja magára a figyelmet, leginkább, amikor kertjükben szökőkutakat építtet.
Bob Hunter (Tuc Watkins)
Milly Russel (Todd Sherry)
Karen Stouffer (Oprah Winfrey)
Karen Stover csak egy részben szerepel. Amikor megérkezik férjével a Lila akác közbe, úgy érzi ez a legtökéletesebb hely, ahol szívesen eltöltené az életét. De aztán látja, hogy: Lynette üvöltözik a gyerekeivel, Susant meztelenül látja, Mike szekrényében látja a pénzt és a fegyvert, Bree-t, ahogy George-dzsal veszekszik, Edie figyelemfelkeltő kocsimosását és végül látja Paul-t amikor eltemeti Mrs Hubert. A férjével úgy döntenek el kell költözniük, amikor a költöztető autóban ülnek ott találják Mary Alice-nek szánt fenyegető levelet, így még gyorsabbra veszik a tempót.